# British Computer Society
La British Computer Society (abrégé en BCS) est l'association professionnelle britannique la plus importante de la technologie de l'information. La société basée à Londres compte, en 2017, plus de 71 000 membres, dans plus de 100 pays. Elle a été fondée en 1957, a reçu une charte royale en 1984 et, conformément à cette charte, poursuit la mission de promouvoir l'étude et l'application de l'informatique et des technologies de l'information et de faire progresser les connaissances et la formation dans ce domaine « au profit du grand public ». 

## Organisation
La British Computer Society est dirigée par un conseil d'administration composé du président, du vice-président (deputy president), du président sortant (immediate past president),  d'un maximum de neuf vice-présidents et de cinq membres professionnels élus par le conseil consultatif. Chaque président est nommé pour un mandat de deux ans. 
C'est le conseil consultatif (Council) de la BCS qui élit les membres du conseil d'administration. Le conseil consultatif a aussi pour rôle d'assister et de conseiller le conseil d'administration sur l'orientation et le fonctionnement de BCS ; il est notamment consulté sur les plans stratégiques et le budget annuel. Le Conseil est un organe représentatif des membres, dont les membres sont élus directement par les membres professionnels et par les sections, groupes et forums. 

## Catégories de membres
La BCS a différentes catégories de membres :
Les grades honorifiques
- Distinguished Fellow (seulement 32 nommés depuis 1971)
- Membre honoraire (Hon FBCS) (104 seulement ont été décernés à ce jour)

Catégories professionnelles
- Fellow (FBCS)
- Membre (MBCS)

Grades ordinaires
- Membre associé (AMBCS)
- Membre étudiant

Groupes, entreprises et autres catégories de membres
Membres par agrégation (chartered)
- Ingénieur agréé (CEng)
- Scientifique agréé CSci)
- Ingénieur européen (Eur Ing)

Les membres reçoivent un journal trimestriel d'informations professionnelle dont le titre est ITNOW (en) (auparavant The Computer Bulletin). 

## Enseignements et certifications professionnelles
La société permet aux utilisateurs d'ordinateurs et aux professionnels d'obtenir diverses qualifications et certifications. Les utilisateurs se voient proposer, par exemple, le passeport de compétences informatique européen  (ECDL) ou la qualification de citoyen électronique. Il existe des programmes de certification pour les professionnels dans les domaines suivants :
- Business analysis (en)
- Sécurité de l'information
- CESG scheme (en)
- Tests logiciels
- Gestion des services informatiques
- Méthode Agile
- Gestion et Management de projet
- PRINCE2
- Solution development and architecture
- Consultant
- Gestion des actifs logiciels
- Informatique durable
- Data centre management

## Prix décernés
- UK IT Industry Awards : prix d'excellence dans pour l'industrie informatique.

- Médaille Lovelace et conférence : Cette médaille est remise aux personnes qui ont apporté une contribution exceptionnelle à la compréhension ou à l'avancement de l'informatique. Le récipiendaire a l'occasion de donner une conférence publique sur son travail lors de la Lovelace Lecture annuelle.

- Prix et conférence Roger-Needham : prix annuel décerné pour une contribution remarquable à la recherche en informatique par un chercheur du Royaume-Uni qui a effectué jusqu'à 10 ans de recherche postdoctorale. Le récipiendaire a l'occasion de donner une conférence publique sur son travail lors de la conférence annuelle Roger Needham Lecture.

- Thèse remarquable : La Conférence des professeurs et chefs d'entreprises d'informatique (CPHC) sélectionne chaque année pour publication les meilleures thèses de doctorat/DPhil britanniques en informatique.

- Prix Karen-Burt : Ce prix commémore la vie de Karen Burt qui a encouragé les femmes à obtenir le statut d'ingénieur et à promouvoir la profession d'ingénieur.

- Prix Wilkes : Les Wilkes Awards sont décernés pour le meilleur article publié dans un volume de The Computer Journal.